# CAPO大谷地
CAPO大谷地（キャポおおやち）は北海道札幌市厚別区大谷地東に所在するショッピングセンターである。

## 概要
CAPOの名前は「Customers community And Partner Oyachi」の頭文字から取り、顧客のコミュニティ拠点、大谷地に住むひとりひとりのパートナーになること、また、本建物の吹き抜け屋根が、ガラスの帽子（CAP）のような外観上の特徴を持つことや、CAPACITYHOUSE（大入り満員）の施設にしたいという思いが込められている。

## 歴史

### 大谷地サティ
1988年に三井不動産がデベロッパーとなって開発し、北海道ニチイ（のちのマイカル北海道、企業としては現・イオン北海道）がニチイ大谷地店として出店した。
1999年にニチイ大谷地店を増床し、大谷地サティとしてリニューアルオープンした。406坪だった食品売場を地域最大級の760坪に拡大し品揃えを強化。水産で対面販売の導入、惣菜を充実させ、インストアベーカリーやアイスクリームショップなどを新設した。この転換により、マイカル北海道全18店舗のサティ化が完了した。
2001年10月25日、マイカル北海道は大谷地サティを閉店予定であることを発表。社名を「ポスフール」に変更後の2002年10月16日に閉店した。

### CAPO大谷地
2003年4月16日にCAPO大谷地として開業。核テナントとして札幌東急ストア（現・東光ストア）が出店した。
土地建物は、三井不動産から、中央三井信託銀行に移り2012年からは合併によって三井住友信託銀行が所有していたが、2013年12月末に食品スーパーの物流業務を手掛ける北海道フーズ輸送が取得。グループ会社のエルムが運営管理を行っている。

## 沿革

### 大谷地サティ
- 1989年（平成元年）9月28日 - ニチイ大谷地店として開店[11]。
- 1999年10月8日 - 増床し、大谷地サティとしてリニューアル[5]。
- 2002年10月16日 - 閉店[7]。

### CAPO大谷地
- 2003年4月16日 - 開業[10]
- 2013年12月 - 北海道フーズ輸送が取得

## フロアガイド
出典:

### 主なテナント
地下1階
- カーブス
- 白洗舎

1階
- 東光ストア
- エンパイアー
- パレットプラザ
- QBハウス
- DEPOツクモ
- ドコモショップ
- サイゼリヤ
- ロッテリア
- 大谷地東郵便局
- 北海道銀行大谷地支店
- 北洋銀行ATM

2階
- しまむら
- キャンドゥ
- ツルハドラッグ
- NOVA
- ミュゼプラチナム
- アスビーファム
- メガネのプリンス
- ママのリフォーム

### 過去のテナント
- くすみ書房
- 千秋庵 - 2024年9月19日閉店[15][16]。

## アクセス
北海道道3号札幌夕張線（南郷通）近接。大谷地駅前通沿い。
バス
- 大谷地バスターミナル直結。

自動車
- 道央自動車道札幌南ICより約3分。

鉄道
- 札幌市営地下鉄東西線大谷地駅直結。徒歩1分[17]。